# Otto Salzer
Otto Salzer (4. dubna 1874, Möglingen – 7. ledna 1944, Obertürkheim) byl německý mechanik a automobilový závodník. Salzer je považován za průkopníka automobilových závodů a byl jedním z prvních profesionálních závodníků v Německu. Závodil v letech 1898–1925. Byl jedním z nejvýraznějších řidičů Mercedesu staré školy.

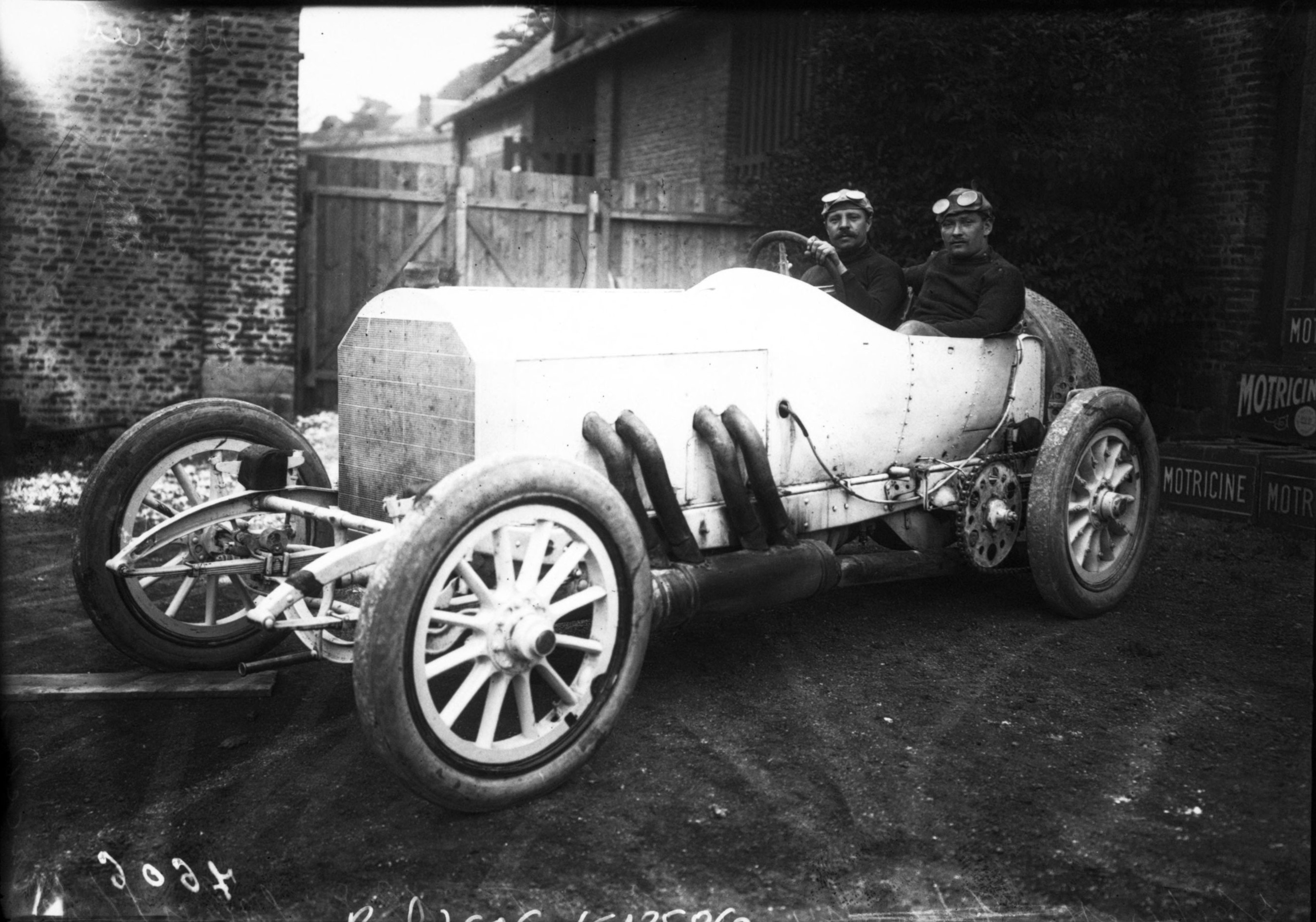
Otto Salzer na Grand Prix Francie 1908

## Závodní a profesionální kariéra
Po vyučení zámečníkem byl Otto Salzer od 5. října 1896 zaměstnán u společnosti Daimler, kterou založili v roce 1890 Gottlieb Daimler a Wilhelm Maybach a již v roce 1886 vyrobili první čtyřkolý automobil poháněný spalovacím motorem. Salzer tam pracoval do roku 1899 v oddělení nákupu aut a od 1. ledna 1900 se stal mistrem stavby závodních a osobních automobilů DMG (Daimler-Motoren-Gesellschaft). Byl tak zodpovědný za montáž závodních vozů a prototypů, za jejich zajíždění a testování. Obvykle jezdil Salzer s vozy i samotné závody. Jako tovární řidič již v roce 1898 v Turíně (Torino-Asti-Alessandria-Torino) jel úspěšně jízdu spolehlivosti. Značce Daimler (Mercedes) zůstal věrný po celou svou závodní kariéru.
Od roku 1903 byl Otto Salzer zodpovědný jako vrchní mistr za většinu záležitostí závodního oddělení DMG. Pokračoval v účasti na soutěžích. V roce 1906 se zúčastnil 13. srpna v Ardenách závodu typu Grand Prix Circuit des Ardennes na okruhu Bastogne a skončil na 9. místě. Jeho týmový spolujezdec Camille Jenatzy obsadil 10. místo. Závod Císařova cena (Kaiserpreis) byl automobilový závod pojmenovaný podle pruského císaře Viléma II. a konaný 13.–14. června 1907 v pohoří Taunus. Tento závod byl vlastně předchůdce pozdější Grand Prix Německa. Salzer jel na závodním Mercedesu o výkonu 80 HP/58,8 kW a dokončil závod na 9. místě za jako první jezdec na Mercedesu. Na Grand Prix Francie v Dieppe 2. července 1907 byl tým DMG na vozech Mercedes tvořen jezdci: Francouz Victor Hémery (skončil 10.), Belgičan Camille Jenatzy a Němec Otto Salzer. Salzer závod nedojel, protože odpadl v posledním kole, ale účastmi 1906–1907 se stal teprve druhým německým jezdcem v závodech typu Grand Prix. Otto Salzer se spolujezdcem Christianem Lautenschlagerem startovali 27. července 1907 opět v Belgii na závodě v Ardenách na okruhu Bastogne.
V třetím ročníku Grand Prix Francie (1908) na okruhu Circuit de Dieppe dlouhém 76,8 km nasadil Daimler-Motoren-Gesellschaft 3 nové 12,8litrové automobily Mercedes 140-hp Grand Prix, které řídili Otto Salzer, Christian Friedrich Lautenschlager a Willy Pöge. Otto Salzer s mechanikem Stegmeierem opět nedojel, kvůli defektu již ve 2. kole. Zajel však nejrychlejší kolo závodu (jelo se na 10 kol, 768 km) v čase 36:31 minuty, což odpovídalo průměrné rychlosti 127,03 km/h. Jeho kolega Christian Friedrich Lautenschlager v závodě dlouhém přes 700 km a po téměř 7 hodinách vyhrál. V letech 1908 a 1909 zaznamenal – pokaždé v novém traťovém rekordu (v průměru 81,1 resp. 84,3 km/h) - celkové vítězství v závodu do vrchu ze Schottwienu do sedla Semmering (9. a 10. ročník tohoto závodu v délce 10 km). V roce 1909 jel Otto Salzer se spolujezdcem Augustem Gruppem na závodním voze Mercedes o výkonu 150 koní.

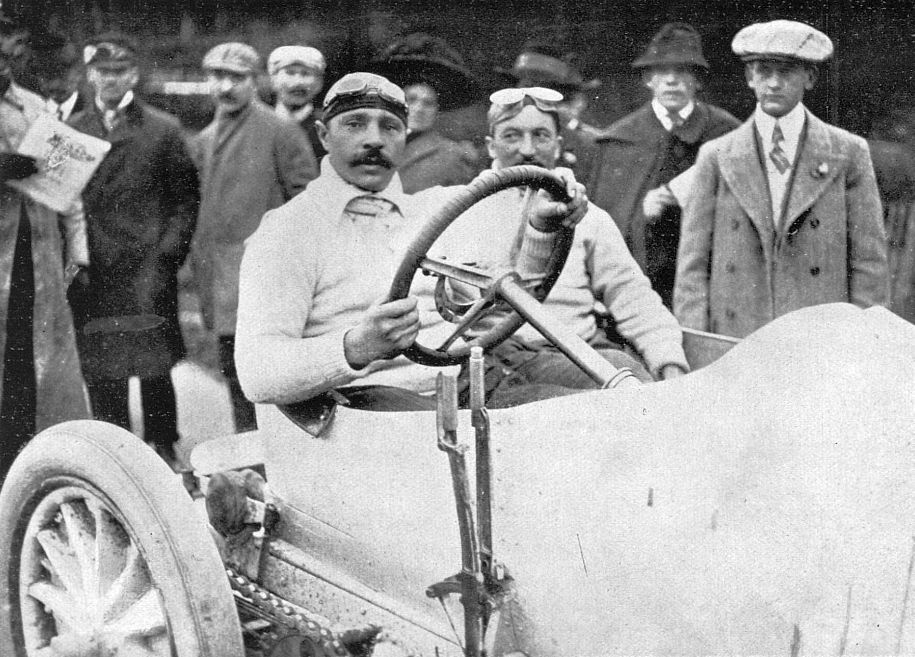
Otto Salzer (Mercedes), vítěz závodu do vrchu Semmering (1909)

Velká cena v Le Mans, kterou pořádal l'Automobile-Club de l'Ouest (ACO), na 54 kilometrů dlouhém okruhu Circuit de la Sarthe, se konala 4.–5. srpna 1913. Jezdci jej museli obkroužit desetkrát (540 km). Otto Salzer na šestiválcovém Mercedesu Grand-Prix Typ DF 80 (letecký motor o výkonu 90 HP/66,2 kW) skončil v tomto závodě na 4. místě, jako druhý nejlepší vůz Mercedesu ze 4 startujících.

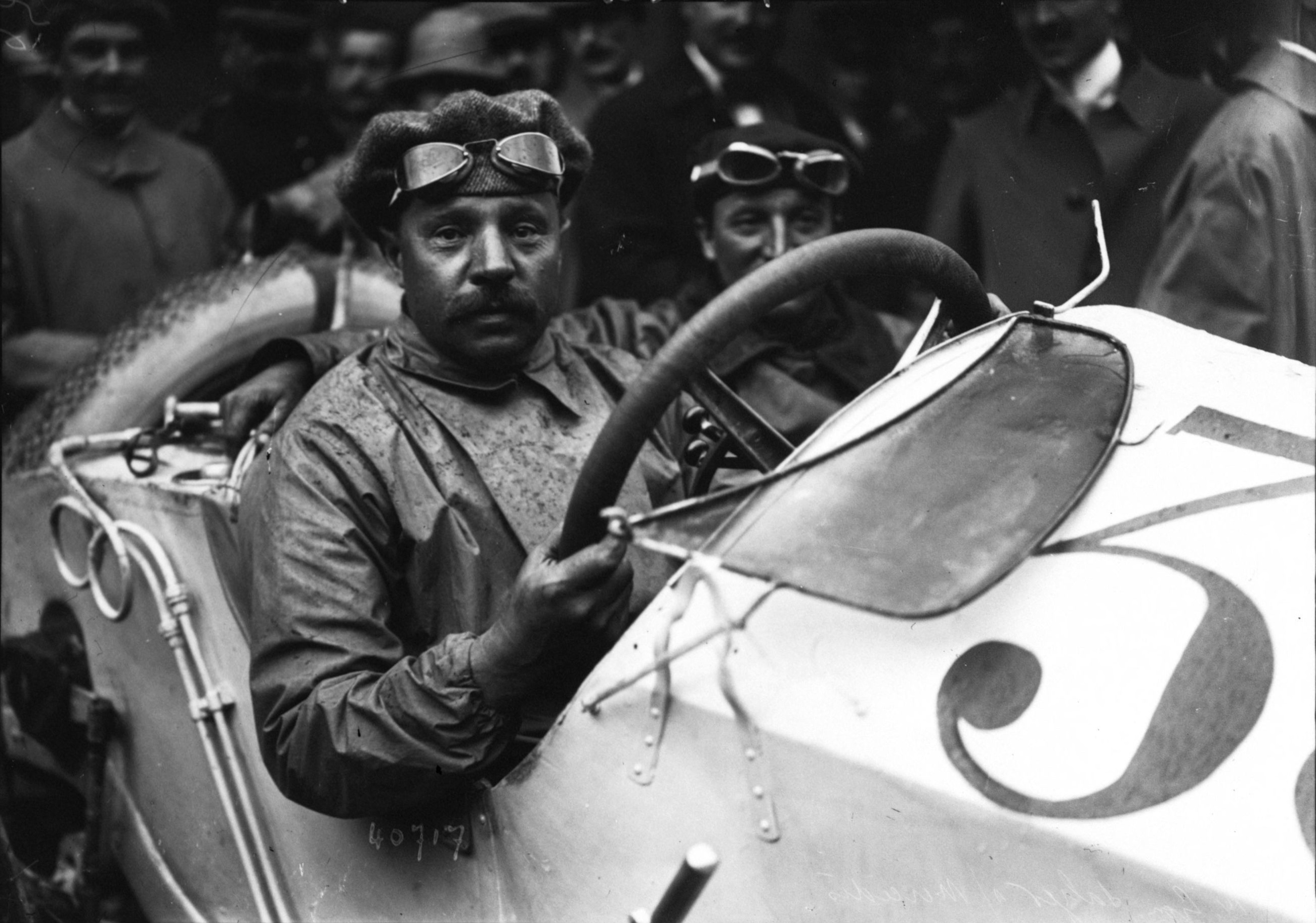
Otto Salzer na Grand Prix Francie 1914

Na francouzské Grand Prix Francie 1914, konané 4. července u Lyonu, obsadil Salzer za svými kolegy z týmu Lautenschlagerem a Wagnerem třetí místo a podílel se tak na trojnásobném triumfu značky Mercedes, která kompletně obsadila stupně vítězů. Závod byl na 20 kol (732,620 km) a Salzer se spolujezdcem Augustem Gruppem ho zvládl za 7:13:15 hod s průměrnou rychlostí 104,2 km/h. Nejvýraznější změnou u tohoto vozu byla přeměna z řetězového pohonu na kardanový pohon, přičemž tato konstrukce byla i převzata standardními osobními vozidly. Automobil Mercedes 18/100 GP s motorem o objemu válců 4483 cm³ a výkonu 105–115 HP (77,2–84,6 kW) při 3100 ot/min, na jehož konstrukci kardanova hřídele pracoval i Salzer, dosahoval nejvyšší rychlosti kolem 180 km/h. Na mírném svahu byla rychlost přes 190 km/h.
V roce 1914 si postavil dům ve Stgt-Obertürkheimu, Unteruhlbacher Str. 131, kde žil až do své smrti.

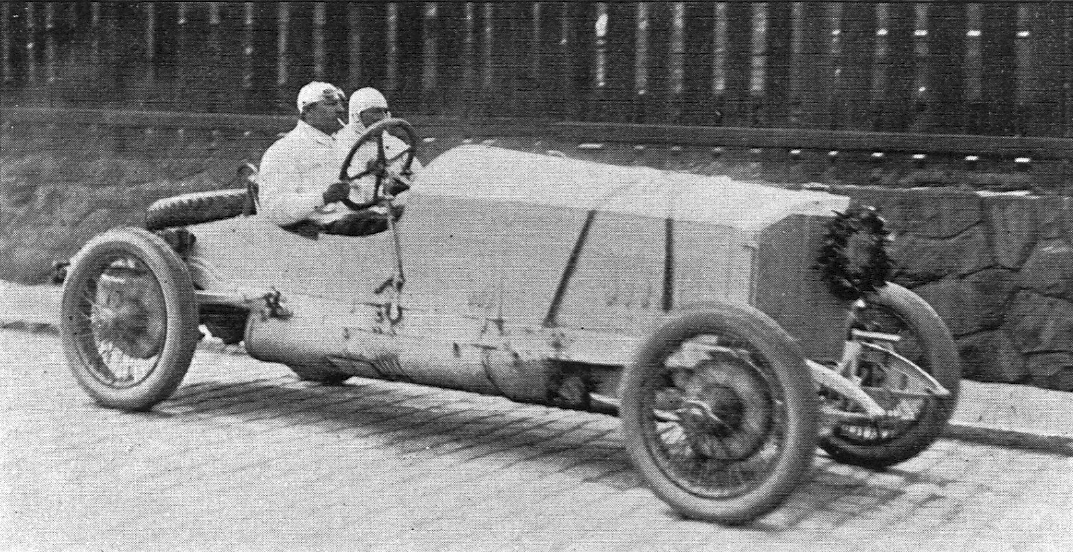
Otto Salzer (Mercedes), vítěz závodu Zbraslav–Jíloviště 1922

Po skončení I. světové války začal v roce 1921 Salzer opět závodit a byl opět úspěšný v závodech do vrchu, na okruzích i v soutěžích, konaných v Německu, Rakousku, Itálii a Československu. Zvítězil na Mercedesu v srpnu 1921 v mezinárodním závodu lázeňských míst na trase Karlovy Vary – Mariánské Lázně – Karlovy Vary, za což získal vítězné poháry hotelu Imperial za celkové vítězství, stříbrnou kazetu firmy. Pirelli za nejlepší čas na trati Karlovy Vary – Mariánské Lázně a ametystový pohár firmy Moser za nejlepší čas dne. V ročnících 1921 a 1922 zvítězil na bílém, „stokoňovém“ Mercedesu v závodě do vrchu Zbraslav–Jíloviště. Redaktor Kalva jeho vůz a jízdu popsal slovy: „Tento vůz imponuje ohromnou rychlostí a sedí znamenitě na silnici. Salzer bere zatáčky rychle, rychleji než kdokoli jiný, a přece tak, že za tím vším zrovna cítíte opatrnost, jež divadlu odnímá i jeho rozechvívající účinek. Zato ovšem zesiluje dojem krásy, kterým působí mohutný stroj v rukou muže dokonale s ním srostlého.“

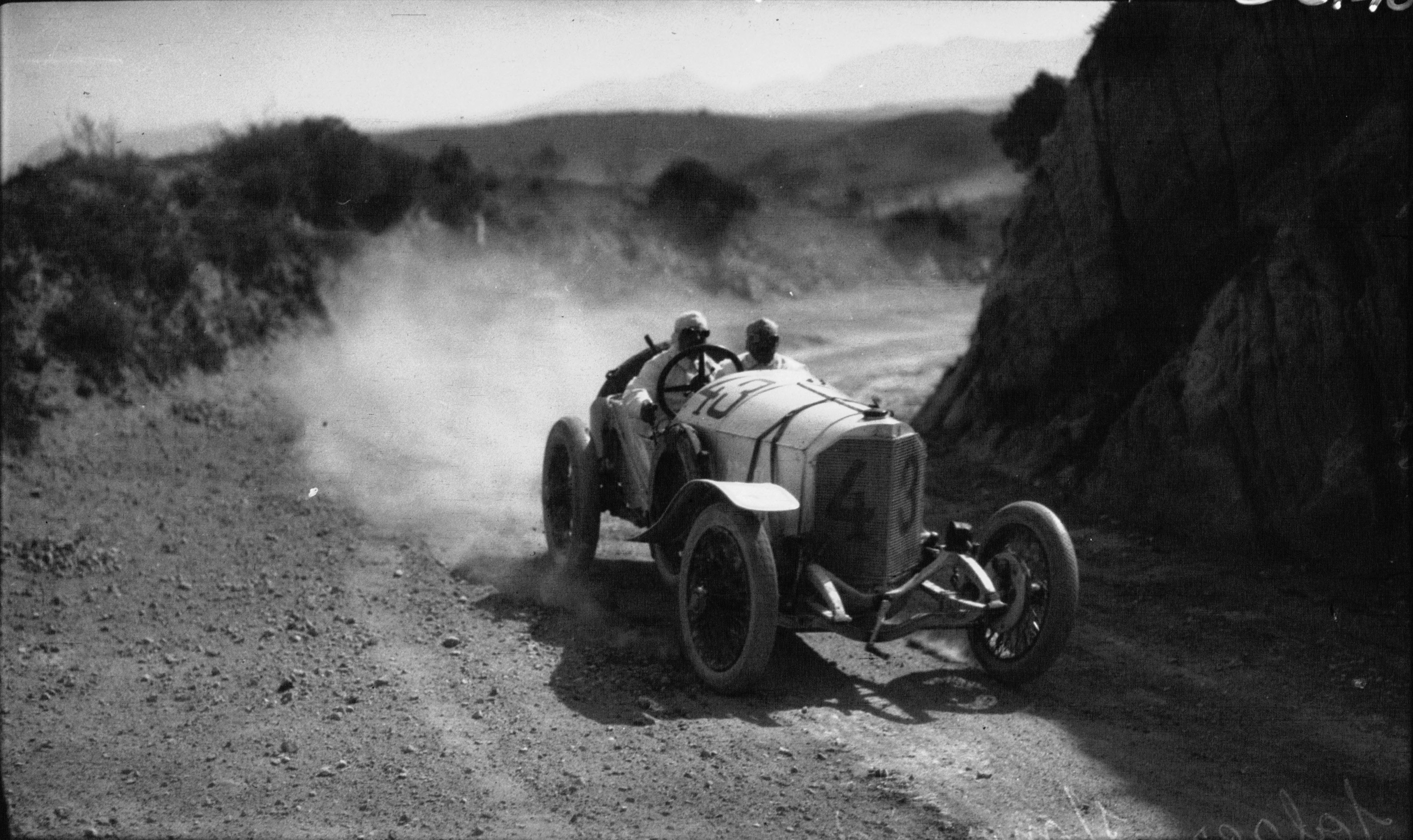
Otto Salzer na Mercedesu při Targa Florio 1922

V roce 1922 se umístil Otto Salzer se spolujezdcem Augustem Gruppem na Mercedesu 115 PS Grand-Prix-Typ 1914 při Targa Florio celkově jako 13. a v kategorii závodních vozů obsadil 4. místo, v roce 1923 vyjel na dvoulitrovém Mercedesu nejrychleji na kopec Solitude u Stuttgartu (od nádraží Stuttgart West k zámku Solitude).
V sezóně 1924 dosáhl Otto Salzer řady vítězství na závodech automobilů do vrchu. V květnu 1924 zaznamenal na závodním Mercedesu 1923 Indy o výkonu 95 HP/70 kW (kat. do 2 l) absolutní vítězství v závodě Zbraslav-Jíloviště a současně vytvořil nový traťový rekord v čase 3:13,4 min. V polovině srpna 1924 (16.-17.8) na dvoulitrovém čtyřválci s kompresorem obsadil 2. místo v kat. závodních vozů do 3 l a v celkovém pořadí 7. místo. Na Semmeringu koncem 14. září 1924 skončil celkově na 2. místě, když v tomto ročníku byl překonán jeho traťový rekord z roku 1909. Ztrátu rekordu si zmírnil vítězstvím v kategorii závodních vozů nad 3 l. 21. září 1924 zvítězil na Mercedesu s kompresorem v čase 6:02,7 min. na Ecce Homo ve Šternberku (traťový rekord kat. závodních vozů do 2 l). A to už mu bylo přes 50 let!
Po více než 25 letech závodničení chtěl Salzer po velmi úspěšné sezóně roku 1924 odejít do závodnického důchodu. Ferdinand Porsche, který byl od roku 1923 hlavním konstruktérem v DMG, pro něj postavil speciální závodní auto, které se v historii společnosti stalo „babičkou“. Vozidlo mělo 4,5litrový přeplňovaný motor z vozu Grand Prix 1914 a stejný podvozek jako tehdejší dvoulitrové závodní auto, se kterým jel např. závod Zbraslav–Jíloviště 1924. Otto Salzer s ním ale v roce 1925 „nevyjel“ jako první na oblíbený Semmering, protože se závod v tomto roce nekonal. Tento závodní vůz řídili Rudolf Caracciola a Adolf Rosenberger v letech 1926–1929 s velkými úspěchy v závodech do vrchu. V roce 1926 s ním Rudolf Caraciola vyhrál závod do vrchu Semmering.

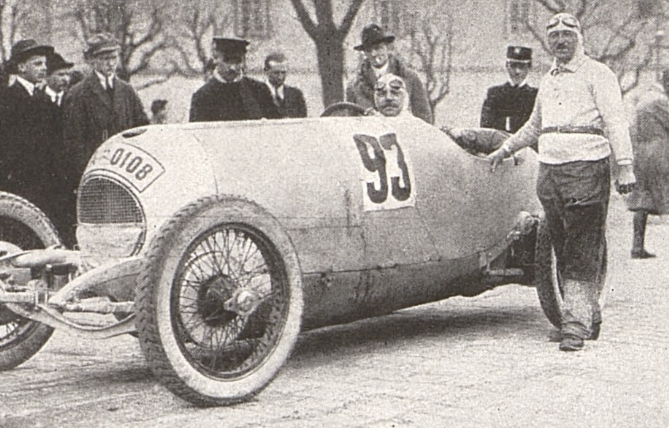
Otto Salzer (Mercedes), vítěz závodu Zbraslav–Jíloviště 1924

## Vzpomínky
Salzer ve svých vzpomínkách mimo jiné uvedl, jak ho v roce 1898 poslal Gottlieb Daimler s nákladním automobilem na osmidenní dálkovou jízdu do Vídně, aby prokázal nadřazenost automobilu ve srovnání s koňskými povozy. Po 30 kilometrech měl vůz nehodu, protože praskla přední pružina. V cestě však stále pokračoval. On a jeho spolucestující dosáhli samotného cíle jako první, protože všech deset povozů tažených koňmi se muselo vzdát třetího dne z důvodu únavy a schvácenosti zvířat.
Salzer také hovořil o postoji Gottlieba Daimlera k jeho zaměstnancům, jimž jim také chtěl dát příležitost užít si výletů automobilem. Pozval úředníky společnosti na nedělní výlet autobusem. Výlet měl směřovat do Schorndorfu, vzdáleného pouhých 30 kilometrů, Daimlerova rodiště. Řidičem autobusu byl Salzer, který byl v továrně již dlouho před zahájením jízdy, aby vozidlo připravil na start. Nedaleko před Fellbachem musel vůz pro poruchu zastavit, Salzer musel vymontovat hřídel převodovky a odnést ho asi pět kilometrů pěšky do továrny na Neckaru, kde dostal náhradní díl. Zatím Daimler a jeho hosté trávili až do odpoledne volný čas v hostinci "Traube" (U hroznu) ve Fellbachu. Po provedené opravě byla jízda zkrácena a to jen do hostince „Zum Hirschen“ (U jelena) v Grunbachu, než byla večer zahájena zpáteční cesta. Daimler se druhý den Salzerovi omluvil, protože na rozdíl od cestujících nešel ani na kávu.